# Tiếng Dhivehi

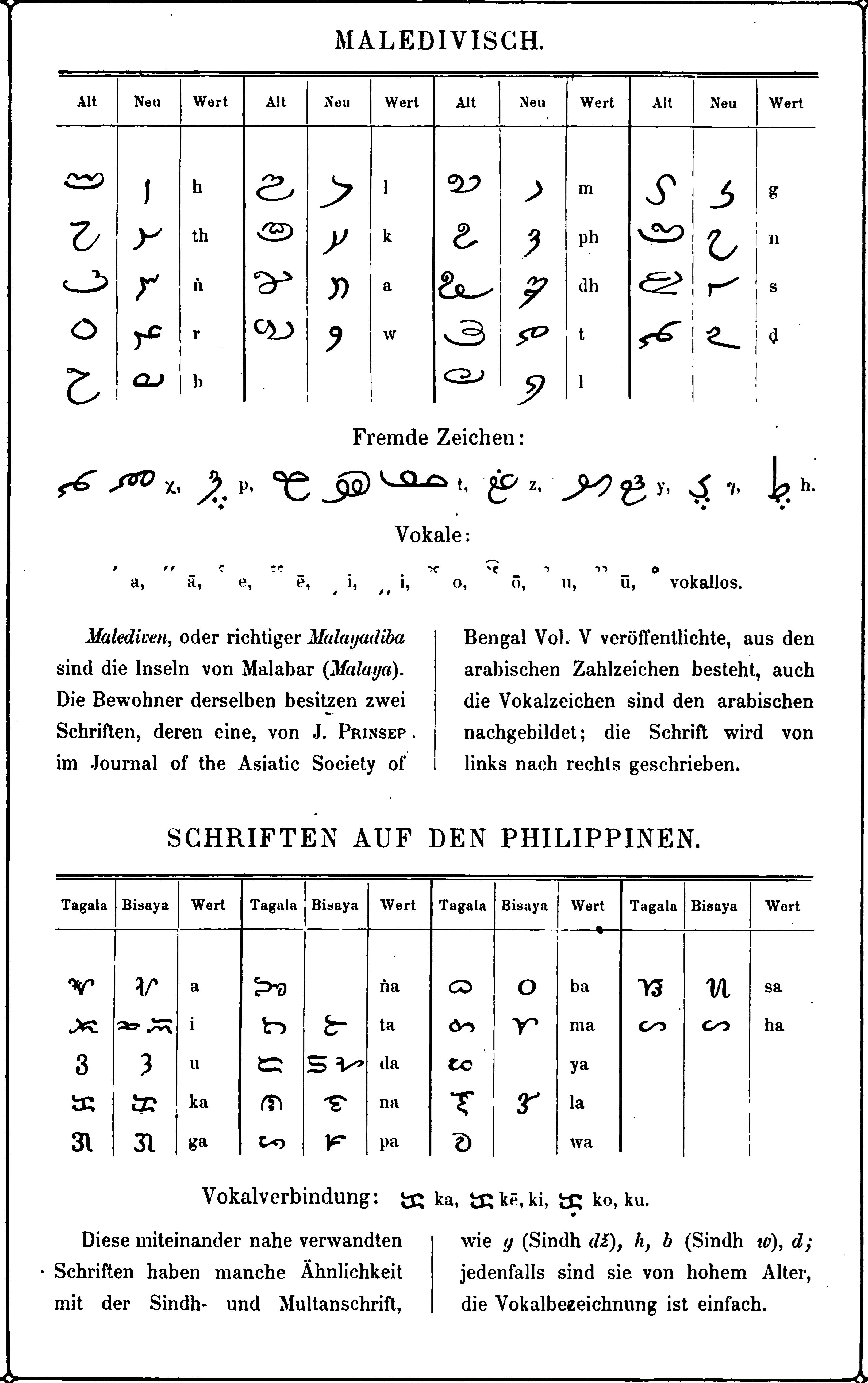
Tiếng Dhivehi trong Das Buch der Schrift (1880) của Carl Faulmann

Tiếng Dhivehi, tiếng Maldives, hay tiếng Mahl (ދިވެހި, dhivehi or ދިވެހިބަސް, dhivehi-bas) là một ngôn ngữ Ấn-Arya được nói bởi hơn 300.000 người tại Maldives, nơi nó là ngôn ngữ chính thức và quốc gia. Nó cũng là tiếng mẹ đẻ của gần 10.000 người trên đảo Minicoy tại lãnh thổ liên bang Lakshadweep, Ấn Độ, nơi mà phương ngữ Mahl được dùng. Nội danh của ngôn ngữ này, Divehi, là tên gọi phổ biến và chính thức cho ngôn ngữ này tại Maldives. Tiếng Dhivehi được viết bằng hệ chữ Thaana, viết từ phải sang trái giống tiếng Ả Rập.
Các phương ngữ chính của tiếng Dhivehi là Malé, Huvadhu, Mulaku, Addu, Haddhunmathee, và Maliku. Dạng chuẩn tiếng Dhivehi dựa trên phương ngữ Malé, được nói tại phủ đô cùng tên. Phương ngữ Maliku ở Minicoy được gọi chính thức là Mahl chỉ chính phủ Lakshadweep. Tên gọi này thường được nhiều học giả dùng khi nhắc đến phương ngữ tại Minicoy.
Tiếng Dhivehi là một hậu duệ của Maharashtri Prakrit và có quan hệ gần gũi với tiếng Marathi, tiếng Konkan và tiếng Sinhala, nhưng không thể thông hiểu với ngôn ngữ nào. Nhiều ngôn ngữ đã ảnh hưởng lên tiếng Dhivehi qua thời gian, nổi bật nhất là tiếng Ả Rập. Số khác gồm tiếng Pháp, tiếng Ba Tư, tiếng Bồ Đào Nha, tiếng Hindustan, và tiếng Anh. Những từ tiếng Anh atoll (rạn san hồ vòng) và dhoni (một loại thuyền giúp đi lại giữa đảo san hô vòng) được vay mượn từ atoḷu và dōni tiếng Dhivehi.